# WNBA-NBC Liga prvaka
Liga prvaka je godišnje natjecanje europskih klubova u kuglanju klasičnim načinom, a organizira ga sekcija za kuglanje klasičnim načinom Svjetske kuglačke asocijacije (WNBA-NBC, eng. World Ninepin Bowling Association - Ninepin Bowling Classic). Igra se od 2002. godine, a prve sezone je natjecanje nosilo naziv Euroliga. Za razliku od ostalih natjecanja, poput Svjetskog kupa, igra se tokom cijele sezone, za razliku od ostalih koji se igraju kao turnir.

## Prvaci i doprvaci
| godina      | mjesto završnice | pobjednik              | drugoplasirani           |
| Euroliga    | Euroliga         | Euroliga               | Euroliga                 |
| ----------- | ---------------- | ---------------------- | ------------------------ |
| 2002.       | Hunedoara        | Triglav Kranj          | Victoria 1947 Bamberg    |
| Liga prvaka |                  |                        |                          |
| 2003.       | Bolzano          | Victoria 1947 Bamberg  | Sport a.s. Podbrezova    |
| 2004.       | Hagenwerder      | Kandit Premijer Osijek | Triglav Kranj            |
| 2005.       | Osijek           | Victoria 1947 Bamberg  | Ferroep Szeged TE        |
| 2006.       | Hunedoara        | Victoria 1947 Bamberg  | Sport a.s. Podbrezova    |
| 2007.       | Podbrezova       | Zadar                  | Konikom Osijek           |
| 2008.       | Zalaegerszeg     | Zalaegerszegi TK FMVaS | Zadar                    |
| 2009.       | Koblach          | Victoria 1947 Bamberg  | Rot-Weiß Zerbst 1999     |
| 2010.       | Apatin           | Rot-Weiß Zerbst 1999   | Szegedi TE - Gaboatransz |
| 2011.       | Bad Langensalz   | Sport a.s. Podbrezova  | Rot-Weiß Zerbst 1999     |
| 2012.       | Celje            | Sport a.s. Podbrezova  | Victoria 1947 Bamberg    |
| 2013.       | Podbrezova       | Szegedi TE             | Sport a.s. Podbrezova    |
| 2014.       | Straubing        | Szegedi TE             | Zadar                    |
| 2015.       | Straubing        | Rot-Weiss Zerbst 1999  | Szegedi TE               |
| 2016.       | Bamberg          | Szegedi TE             | Victoria 1947 Bamberg    |
| 2017.       | Podbrezova       | Rot-Weiss Zerbst 1999  | Alabardos Szegedi TE     |
| 2018.       | Bamberg          | Železiarne Podbrezová  | Rot-Weiss Zerbst 1999    |
| 2019.       | Zaprešić         | Zaprešić               | Železiarne Podbrezová    |
| 2021. ↓2021 | Bamberg          | Rot-Weiss Zerbst 1999  | Zengő Alföld Szegedi TE  |
| 2022.       | Pápa             | Železiarne Podbrezová  | Rot-Weiss Zerbst 1999    |
| 2023.       | Graz             | Rot-Weiss Zerbst 1999  | Union Orth/Donau         |

 Napomene: 

↑2021  za sezonu 2019./20. utakmice do četvrtzavršnice su odigrane po rasporedu, ali zbog prekida uzrokovanih pandemijom COVID-19 završni turnir je održan u lipnju 2021., te sezona 2020./21. nije održana 

## Vanjske poveznice
- (engl.) wnba-nbc.com
- (engl.) wnba-nbc.com, Champions League
- Liga prvaka  Arhivirana inačica izvorne stranice od 24. veljače 2014. (Wayback Machine)
- WNBA-NBC  Arhivirana inačica izvorne stranice od 27. veljače 2014. (Wayback Machine)
- wnba-nbc.de  Arhivirana inačica izvorne stranice od 6. lipnja 2017. (Wayback Machine)